# Angleur
Angleur (en wallon : Angleûr) est une section de la ville belge de Liège, située en Wallonie dans la province de Liège.
C'était une commune à part entière avant la fusion des communes de 1977.

## Géographie

Quartiers d'Angleur.

La section d'Angleur est bordée au nord-ouest par la Meuse, au nord-est par l'Ourthe, à l'ouest par la commune de Seraing, à l'est par la commune de Chaudfontaine et au sud par les communes de Neupré et Esneux.
La section d'Angleur est composée à l'est, du quartier d'Angleur, à l'ouest, du quartier de Kinkempois et au sud, de l'ancien village du Sart Tilman. Les principales voies d'Angleur sont les rues Vaudrée et de Tilff,  reliées entre elles par la place Andréa Jadoulle. La rue principale de Kinkempois est la rue de Renory. Les quartiers d'Angleur et de Kinkempois sont séparés par la route nationale 90 (partie basse de la route du Condroz qui s'élève vers le Sart-Tilman).

## Démographie
- Sources : INS, Rem. : 1831 jusqu'en 1970 = recensements, 1976 = nombre d'habitants au 31 décembre.

## Histoire

### Haut Moyen Âge
Bien que des archéologues y aient fait des trouvailles antiques (notamment des bronzes du IIe siècle), la première mention du village émane d'une charte de 847 sous la forme Angledura. L'abbaye Saint-Rémy de Reims possédait alors certains revenus dans cette dépendance du domaine royal de Meerssen, près de Maastricht. Un bon siècle plus tard, la reine de France Gerberge y dispose encore de biens. Un premier château, à Colonster, a pu exister dès le IXe siècle mais Notger l'aurait fait raser.

### Bas Moyen Âge
Les choses se précisent au début du XIVe siècle. C'est en effet dans une ferme encore existante (rue Ovide Decroly) qu'après de vilaines querelles, les représentants de la cathédrale, de la noblesse et du peuple signèrent la « Paix d'Angleur » le 14 février 1313.
À la même époque, dans le quartier de Kinkempois, s'élevait un château relevant du prince-évêque (mentionné en 1318). Le chevalier et échevin Raes de Haccourt en est le premier seigneur connu. En 1331, il en cède l'usufruit à son fils Englebert avant que la forteresse ne passe à d'autres familles. L'abbaye Saint-Laurent finira par l'acquérir en 1459.

### Fin de l'Ancien Régime
Si Saint-Laurent conserva Kinkempois jusqu'à la fin de l'Ancien Régime, en 1796, la forteresse de Colonster, reconstruite, passa d'abord de la famille des chevaliers des Prez à celle de l'écuyer et Maître de Liège Eustache de Chabat puis, en 1524, Érard de La Marck en hérita. Le château passa ensuite par mariage aux Horion qui le restaureront au XVIIe siècle, époque où ils sont également signalés comme seigneurs d'Angleur (dès 1613). Cette situation perdura jusque 1788.

### Révolution industrielle

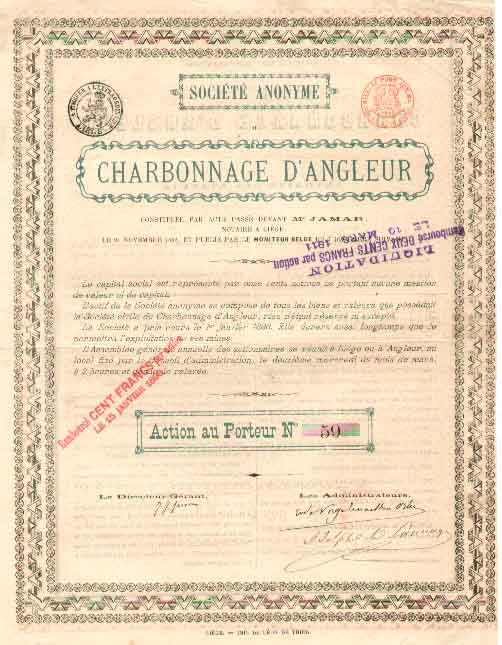
Action de l'ancien Charbonnage d'Angleur.

En 1815, à la fin de la période française, Angleur n'était encore qu'un village de 835 habitants. Le creusement par les Hollandais du canal de l'Ourthe et surtout l'apparition des fonderies de zinc de la Société anonyme de la Vieille Montagne (fondée en 1837) modifièrent profondément la commune. Ce type d'établissement métallurgique était à l'époque le plus important de toute l'Europe. Le chemin de fer suivit de peu et, en moins d'un siècle, la population avait largement décuplé.
Le Charbonnage d'Angleur exploita par ailleurs la houille du sous-sol pendant tout le XIXe siècle.

### XXesiècle
En 1910, Angleur comptait 10 953 habitants. C'est sur ses hauteurs, dans la nuit du 5 au 6 août 1914, sur le plateau du Sart Tilman, qu'eut lieu la première grande bataille de la guerre parmi celles qui se déroulèrent en Belgique. Lors du second conflit mondial, le poète angleurois Arthur Haulot se distingua avec d'autres dans la résistance. Les usines de la Vieille-Montagne et la gare de triage de Kinkempois furent alors très souvent la cible des bombardiers.
Avant la Seconde Guerre mondiale, sous l'impulsion de René Jadot et Gaston Brugmans, la commune crée un laboratoire de psycho-pédagogie destiné aux écoles de la commune. Ce laboratoire, sous la direction d'Andréa Jadoulle, une des disciples d'Ovide Decroly, sera célèbre dans le monde entier. Après la guerre et au départ du laboratoire, Andréa Jadoulle et Gaston Brugmans, associés au Bruxellois Jean Boeckx, créeront la branche belge des CEMEA (Centres d'entraînement aux méthodes d'éducation actives) qui participeront durant des décennies à la formation des éducateurs et des enseignants.
Après guerre, la commune connut un long déclin industriel parallèlement au développement, sur son territoire, de l'Université de Liège. Le bourgmestre Charles Davin, un socialiste, fut le dernier à exercer un mandat à Angleur avant la fusion de 1977.
Au Sart-Tilman se situe depuis 1971 le Liège Science Park.

## Liste des bourgmestres de 1793 à 1977
- 1793-1807 : Mathieu Collinet.
- 1807-1808 : Jean-Hubert Laurent.
- 1808-1814 : Ferdinand Desoer (nl) (Période française : porte donc le titre de "Maire").
- 1814-1817 : Gabriel Cajot.
- 1817-1823 : Philippe-Lambert Derpent.
- 1823-1828 : H. Warnant.
- 1828-1848 : Mathieu Detombay.
- 1848-1854 : Victor Fabri.
- 1854-1860 : Thomas-Joseph Defrere.
- 1861-1866 : Charles Dubois.
- 1867-1891 : Zacharie Gillieaux.
- 1891-1903 : Joseph Marcotty.
- 1904-1908 : Alexandre Delhaise.
- 1908-1921 : Joseph-Antoine Marcotty (fils du précédent).
- 1921-1938 : Henri Piedboeuf (premier bourgmestre socialiste de la commune).
- 1939-1941 : René Jadot.
- 1944-1959 : Jacques-Joseph Nyssen.
- 1959-1964 : Léonard Franssens.
- 1964-1977 : Charles Davin (dernier bourgmestre avant la fusion des communes).

## Patrimoine et culture

### Patrimoine architectural

#### Patrimoine classé
- Château et parc de Péralta.
- Château Nagelmackers situé rue Vaudrée.
- Immeuble du XVIe siècle, dénommé Vieille Ferme, dite de la Ferme de la Paix d'Angleur, rue Ovide Decroly.
- Pont Marcotty et écluses du Rivage-en-Pot (impasse du canal) sur le canal de l'Ourthe.
- Tombe du docteur Jean-Pierre Paul Bovy (1779-1841), au cimetière de la Diguette.

## Économie

### Transports

#### Trains
Angleur dispose d'une gare connectée aux lignes 37 et 43. La gare de triage de Kinkempois, connectée entre autres à la ligne 125A et anciennement ouverte au service voyageur, se trouve aussi sur le territoire d'Angleur.

#### Bus
La localité disposait d'autres haltes sur la ligne 43 : Streupas (rue de Streupas), Sauheid (d) (rue de Tilff) et Colonster (rue d'Angleur), ainsi que Renory (rue de Renory, entre le viaduc et le port) sur la ligne 125A. Elles furent toutes supprimées dans les années 80,,.

## Personnalités liées à Angleur
- Andréa Jadoulle (1896-1975), pédagogue.
- Arthur Haulot (1913-2005), résistant, poète et conteur né à Angleur.
- Victor Hubinon (1924-1979), dessinateur de bandes dessinées né à Angleur.
- Henri Schlitz (1930-2002), échevin d'Angleur puis bourgmestre de Liège de 1991 à 1994.
- Roger La Croix (1933-1984), artiste peintre, né à Angleur.
- Jacques Lambinon (1936-2015), professeur de botanique à l'université de Liège, habite Angleur de 1970 à 2015.